# Opoczka (województwo dolnośląskie)
Opoczka (niem. Esdorf) – wieś w Polsce położona w województwie dolnośląskim, w powiecie świdnickim, w gminie Świdnica.
Po północno-wschodniej stronie wsi przebiega linia kolejowa nr 137.

## Podział administracyjny
W latach 1975–1998 miejscowość administracyjnie należała do województwa wałbrzyskiego.